# Kang Ryang-uk
Kang Ryang-uk (* 7. Dezember 1904; † 9. Januar 1983) war ein nordkoreanischer Geistlicher und Politiker.
Kang Ryang-uk war ein Onkel mütterlicherseits des nordkoreanischen Diktators Kim Il-sung. Er arbeitete zunächst als Lehrer und unterrichtete zeitweise auch seinen Neffen. In den 1940er Jahren studierte er Theologie an der Universität Pjöngjang und wurde so protestantischer Pfarrer.
Nach Kim Il-sungs Rückkehr aus der Sowjetunion wurde Kang einer der engsten Berater des Staatschefs. 1946 wurde er Vorsitzender der Christlichen Liga (später Christliche Föderation), einer eng mit der Kommunistischen Partei verknüpften religiösen Organisation. Nach der Gründung der Demokratischen Volksrepublik Korea (Nordkorea) mussten alle protestantischen Pfarrer des Landes Kangs Organisation beitreten.
Aktivisten, die zuvor ein misslungenes Attentat auf Kim Il-sung verübt hatten, ermordeten in den 1940er Jahren Kangs Sohn und dessen Mutter. Kang wurde später stellvertretender Vorsitzender der Demokratischen Partei. Er war ferner stellvertretender Regierungschef und vom 12. Dezember 1972 bis zum 2. November 1986 stellvertretender Präsident der Obersten Volksversammlung.
Nach Kangs Tod übernahm sein Sohn Kang Yŏng-sŏp das Amt des Vorsitzenden der Christlichen Föderation von ihm.